# Stafford megye (Virginia)
Stafford megye az Amerikai Egyesült Államokban, azon belül Virginia államban található. Megyeszékhelye Stafford, legnagyobb városa Aquia Harbor. Lakosainak száma 156 927 fő (2020. április 1.). Stafford megye Prince William, Charles, King George, Caroline, Fauquier, Culpeper, Spotsylvania és Fredericksburg megyékkel határos.

## Népesség
A megye népességének változása:
| Lakosok száma | 129 788 | 132 148 | 134 251 | 136 788 | 142 003 | 156 927 |
|               | 2010    | 2011    | 2012    | 2013    | 2015    | 2020    |